# اسمي لو كيوان
اسمي لو كيوان (هانغل: 로기완) فيلم دراما رومانسي كوري من إخراج وسيناريو كيم هيجين. مقتبس من رواية للكاتبة تشو هيجين. وبطولة سونغ جونغ كي، وتشوي سونغ إيون.

## القصة
بعد الانشقاق عن كوريا الشمالية، يجاهد "لو كيوان" لنيل الموافقة على طلب اللجوء في بلجيكا، حيث يلتقي بامرأة يائسة فقدت كل أمل لها في الحياة.

## الممثلون
- سونغ جونغ كي بدور لو كيوان.
- تشوي سونغ إيون بدور ماري.
- وال سرسوب
- جو هان تشول
- كيم سونغ-ريونغ
- لي إل-هوا
- لي سانغ هي
- سيو هيون وو

## روابط خارجية
- اسمي لو كيوان على موقع IMDb (الإنجليزية)
- اسمي لو كيوان على موقع روتن توميتوز (الإنجليزية)
- اسمي لو كيوان على موقع نتفليكس (الإنجليزية)
- اسمي لو كيوان على موقع ألو سيني (الفرنسية)
- اسمي لو كيوان على موقع فيلمافينيتي (الإسبانية)
- اسمي لو كيوان على موقع قاعدة بيانات الفيلم (الإنجليزية)
- اسمي لو كيوان على موقع ليتربوكسد (الإنجليزية)